# N'Gorkou
N'Gorkou est une commune du Mali, dans le cercle de Niafunké et la région de Tombouctou.